# Desmodromia
Desmodromia is een geslacht van kreeftachtigen uit de klasse van de Malacostraca (hogere kreeftachtigen).

## Soorten
- Desmodromia griffini McLay, 2001
- Desmodromia tranterae McLay, 2001